# 亞伯·威斯卡
阿尔伯特·威斯克（台湾又译作）是电子游戏系列《生化危机》中虚构的人物。

## 人物
拉昆市警局特殊部隊S.T.A.R.S A隊（Alpha Team）的隊長兼S.T.A.R.S總隊長。不僅精通生物學，也是前陸軍的技術將校。天生富有敏銳的觀察力，曾經導引許多事件不可思議的結局，是整個惡靈古堡系列的核心人物，出現於許多惡靈古堡遊戲當中但是有關他的過去仍有很多地方存在著秘密，和威廉·柏金（William Birkin）之間的關係也令人在意。

## 經歷

### 洋館事件
在1998年7月，由於威斯卡想利用S.T.A.R.S.收集戰鬥資料，故將隊員引至洋館（保護傘編年史的開端提及過），但在地下研究所時，A隊（Alpha Team）的克里斯和吉兒已得知威斯卡是保護傘公司的人，但威斯卡用威廉（William）給他的始祖病毒注入自己體內（此段只在保護傘編年史才有），然後拿起手槍指向克里斯和吉兒，並說出自己的真實身份，其後威斯卡啟動暴君（Tyrant）使其甦醒，但暴君殺了威斯卡後（威斯卡報告書說他打算讓暴君殺死他，才能啟用始祖病毒），系統開啟自動引爆裝置，而暴君轉向對克里斯和吉兒展開攻擊。

### 重生（此部分為保護傘編年史的一部分）
威斯卡死後，他體內的病毒與血液融合一起，當醒來時，已經開始自動引爆裝置。他到電腦進行登入時，發現系統撤銷他的帳號（撤銷他的帳號是俄羅斯分部的電腦-紅皇后（Red Queen），日後因為紅皇后的影響而令威斯卡在2003年往俄羅斯分部拿取血紅皇后的研究資料。）在逃出洋館的過程中，發覺自己擁有超人類力量，離開洋館時，遇到原本應該已經掉入深淵的莉莎（Lisa）。打敗她後，威斯克離開洋館，決定不靠保護傘公司來實現自己的野心。

### 浣熊市歷史（保護傘編年史）
威斯卡在1998年10月1日，通知艾達·王（Ada Wong）美國政府已射出核彈剷平浣熊市，并給她鈎爪槍，讓她靠自己和有保護傘公司高層的直升機離開城市。

### 1998年（浣熊市毀滅後的幾個月）洛克福特島事件（聖女密碼）
威斯卡以僱佣軍身份去那裡捉拿艾莉西亞（Alexia Ashfort）。在那裡他看到克蕾兒（Claire Redfield）後上前打她，但原本想殺他的威斯卡因總部的命令而放她一馬。克蕾兒離開後，克里斯前往洛克福特島尋找克蕾兒，但是又遇到威斯卡，並說出自己在洛克福特島的目的。克里斯上了飛機後到保護傘南極分部尋找妹妹，在找到她後，克里斯突然跌落地下。一會兒後，克里斯又看到威斯卡與艾莉西亞的戰鬥，克里斯便介入幫忙收拾這裡。原來威斯卡打算回收聖女病毒（T-Veronica）但失敗。之後在史蒂夫的遺體內回收聖女病毒。

### 光明教團事件
2004年，威斯卡派遣剛加入的傑克.克勞薩（Jack Krauser）與艾達各別潛入光明教團竊取寄生獸，僅有艾達成功竊取交給威斯卡。
四代重製版則是威斯卡得知光明教團的路易斯·賽拉（Luis Sera）成功研究比一般寄生獸更高階的「琥珀」，於是僱用艾達竊取琥珀，甚至下令艾達將光明教團的根據地連同里昂·S·甘乃迪（Leon Scott Kennedy）與總統女兒愛旭莉·葛拉漢一同炸毀，最後艾達成功竊取琥珀並得知威斯卡打算犧牲數十億人口後決定背叛威斯卡，但是威斯卡為了以防萬一而回收同樣施打琥珀的克勞薩的遺體而沒懲戒艾達。

### 浣熊市事件八年後
克里斯和吉兒在史賓瑟洋館裡找到威斯卡，在克里斯要被威斯卡殺死之際，吉兒為了救克里斯而拉著威斯卡一起往窗外跳。

## 身世
根據奧斯華·E·史賓瑟（Ozwell E. Spencer）表示，他的誕生是威斯卡計劃（Wesker Project）下的生還者，收集一些高智商兒童來測試病毒，最後只有他與另一名生還，並將這個孩子命名為亞伯。

### 和其他角色們的關係
- 蕾貝卡·錢伯斯

僅在1代洋館事件中和克里斯、吉兒還有巴瑞在地下室看見威斯卡和他完成的暴君。後來她被威斯卡槍殺（僅在1代克里斯的版本），但克里斯暫時擊倒暴君後，才得知蕾貝卡穿著防彈衣而安然無恙。
- 克里斯·雷德菲爾

威斯卡最大的宿敵，從1代開始出現的每一代都會和威斯卡交手。在《聖女密碼》中第一次和注射病毒的他刀刃相接，《保護傘編年史》中威斯卡因停止機械生物兵器「TALOS」的生命狀態從中救了克里斯和吉兒一命。5代最終因為威斯卡喪心病狂要把銜尾蛇（Uroboros）散播至全球，失敗後自己感染銜尾蛇（Uroboros），最後在某座火山被克里斯、席娃用火箭炮射中後死亡，遺體跟著被岩漿吞噬。
- 克蕾兒·雷德菲爾和史蒂夫·伯恩賽德

僅在《聖女密碼》和他相遇，史蒂夫則是在《黑暗編年史》中和克蕾兒聽見他的聲音。克蕾兒似乎以前就和他見過面，相遇時馬上知道他的名字。
- 傑克·謬拉

在《生化危機6》出現的新角色，劇情中得知他是威斯卡的兒子，那時威斯卡已過世了三年。
- 亞麗克絲·威斯卡（又譯愛麗克絲·威斯卡）

在《生化危機 啟示2》出現的最終頭目，她是威斯卡計劃（Wesker Project）中的另一名生還者，稱呼亞伯為哥哥。

### 其他資料
威斯卡是《生化危机5》的最终頭目，最后快被岩浆吞噬的威斯卡被克里斯和席娃在直升机上发射的两发火箭弹击毙。威斯卡不会复活了，但不代表在以后的任何作品都不会出现。
在正在举行的美国圣地牙哥Comic-Con 09上，《生化危机》制作人川田将央表示系列著名反派角色威斯卡将不会再回来了。当被问到威斯卡有没有机会在《惡靈古堡5》后存活下来，川田坚定的回答道，“没有。”川田告诉粉絲们，“尽管你们希望看到威斯卡再次回归，但他的确再没有机会从地狱里回来了。”
另外，制作人竹内润透露期望《生化危机》的正统系列会在Wii的《黑暗编年史》后再次启动。当被问到如果成事的话，谁会领衔《惡靈古堡》续作的开发，竹内回应，“川田和我都正在打赌谁有能力去负责《惡靈古堡》系列新作开发。”（暗示新作会有重大改变，没有人想冒这个险）。竹内补充道，重要的是，“不会出现我们两者中的一个去负责新作。”看起来会采用新制作人。“好了～现在不能说太多。”
在《生化危机5》中再次成为最终魔王的威斯卡也被揭露出更多的故事，当他知道自己原来从小就是被史賓瑟以制造完美的生化武器（B.O.W.）为目标而培养时，心里不知作何感想，但他很快就被史賓瑟所说的“让人类进化，创造新世界”的野心所迷惑。创造新的世界，自己也就是新世界的造物主，是神一样的存在。他毫不犹豫杀死了史賓瑟，因为他觉得只有擁有力量的人才有资格成为“神”，而垂垂老矣的史賓瑟显然不配。正是在杀死史賓瑟后，他遇到了前来此地调查的克里斯和吉兒。在克里斯要被威斯克殺死之際，吉兒為了救克里斯而拉著威斯克一起往窗外跳。而之後陸續出現的蒙面人，則是被威斯克發明的一個裝置控制著的吉兒。
最後威斯卡在一個火山裡被克里斯與席娃（在吉兒和喬休駕駛的直升機中）用兩支火箭炮擊敗。

## 電影
電影《惡靈古堡4：陰陽界》由加拿大男演員尚·羅伯特飾演。

## 外部連結
- Albert Wesker at the Internet Movie Database